# Pippa Middleton
Philippa Charlotte Matthews (nascida: Middleton; Reading, 6 de setembro de 1983), mais conhecida como Pippa Middleton, é uma socialite e organizadora de festas. Ela é conhecida por ser a única irmã de Catarina, Princesa de Gales. Em 2011, ela foi dama de honra no casamento da sua irmã com Guilherme, Príncipe de Gales.
Em 2012, a revista norte-americana Time classificou Pippa e sua irmã, Catarina, Princesa de Gales como uma das 100 pessoas mais influentes no mundo.

## Biografia
Pippa nasceu em Reading, no condado de Berkshire no Royal Berkshire Hospital na Inglaterra. Ela é a filha do meio do empresário Michael Francis Middleton, que trabalhou como assistente de bordo antes de ser despachante de voo da companhia aérea British Airways, e de Carole Elizabeth Middleton (nascida Goldsmith), uma ex-assistente de bordo.  O casal conheceu-se enquanto ambos trabalhavam na British Airways. A família de seu pai vem de Leeds, Yorkshire, e a de sua mãe de Durham.
Pippa tem uma irmã maior: a Catarina, Princesa de Gales (nascida em 09 de janeiro de 1982); ela também tem um irmão caçula: o James William Middleton (nascido em 15 de abril de 1987). Ela cresceu numa pequena aldeia em Bucklebury, a cerca de 45 quilómetros da cidade de Londres. No meio dos anos 80, enquanto viviam em Bradfield Southend, seus pais enriqueceram com uma empresa de artigos para festas infantis que criaram, a Party Pieces, o que permitiu a Philippa entrar em meios sociais da alta sociedade e estudar em bons colégios.

Escudo de armas de Middleton como solteira.

Philippa além de trabalhar para a empresa dos seus pais a Party Pieces, já foi relações públicas de marcas de luxo, já trabalhou numa empresa de eventos a Table Talk, escreveu um livro Celebrate: A Year of Festivities for Families and Friends e escreve para quatro revistas a Waitrose Kitchen, colabora com a Vanity Fair e com  a The Spectator e também escreve para o The Party Times, uma revista online que é uma ramificação da empresa de seus pais.

## Relacionamentos
Entre 2011 e 2012, namorou por um ano e meio o até então jogador de críquete inglês profissional Alex Loudon (Alexander Guy Rushworth Loudon).
Em meados da metade de 2012, Pippa iniciou um relacionamento que duraria quase três anos com Nico Jackson, um funcionário do fundo de hedge, que terminou por consentimento mútuo em outubro de 2015.

### Noivado e casamento
Em julho de 2016, na região montanhosa de Lake District na Inglaterra, Pippa Middleton ficou noiva de James Matthews (nascido em  21 de agosto de 1975), um ex-piloto profissional de corrida, agora gerente de fundos de hedge, que também é o herdeiro de David Matthews, Lorde de Glen Affric.
Em 20 de maio de 2017, aconteceu o casamento na St Mark's Church, localizada dentro da propriedade da mansão Englefield (House) Estate, localizada em Berkshire, perto de Bucklebury Manor, a casa da família Middleton. O príncipe Jorge de Gales e a princesa Carlota de Gales (seus sobrinhos), foram um dos pajens e a dama de honra da noiva.
O pai de Matthews é o Laird de Glen Affric, uma propriedade de 10 mil acres na Escócia. Essa herança do lairdship (o equivalente escocês de "Lord") de Matthews resultará em Middleton "adquirindo" o título de cortesia de Lady Glen Affric pelo casamento.

### Maternidade
Em abril de 2018, foi noticiado que Pippa estava esperando o seu primeiro bebê com o marido. Em junho de 2018, a notícia da gravidez foi confirmada oficialmente pela própria Pippa após muitas especulações.
No dia 15 de outubro de 2018, Pippa deu à luz o seu primeiro filho: o Arthur Michael William Matthews, que nasceu no Hospital St. Mary, localizado em Paddington, na cidade de Londres na Inglaterra. Os seus três sobrinhos: o príncipe Jorge de Gales (nascido em 22 de julho 2013), a princesa Carlota de Gales (nascida em 2 maio de 2015) e o príncipe Luís de Gales (nascido em 23 de abril de 2018), filhos da sua irmã, a Catarina, Princesa de Gales, nasceram nesse mesmo hospital. A data de nascimento acabou coincidindo por acaso com o anúncio oficial feito pelo Palácio de Kensington da primeira gravidez da Meghan Markle, Duquesa de Sussex e o seu marido, o príncipe Henry, Duque de Sussex, que viria a nascer Archie Mountbatten-Windsor.
Em dezembro de 2020, os meios de comunicação relataram que Matthews estava grávida de seu segundo filho. Em março de 2021 nasceu 
Grace Elizabeth Jane e em junho de 2022 Pippa deu a luz ao seu terceiro filho, Rose Louise Victoria. 

## Participação no casamento real

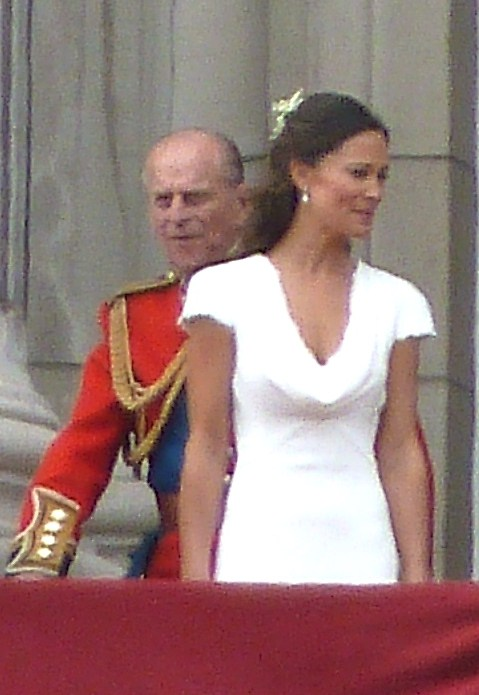
Middleton durante o casamento de sua irmã Catherine com o Príncipe William (ao fundo: Príncipe Philip, Duque de Edimburgo).

Em 16 de novembro de 2010, foi anunciado oficialmente pela Clarence House que o príncipe britânico William de Gales e Catherine Middleton se casariam na primavera ou verão setentrional de 2011.
Philippa imediatamente foi escolhida como madrinha e chefe das damas de honra. Ela tomou parte na organização do casamento, tendo preparado a despedida de solteira de sua irmã.
Na cerimônia do casamento, que ocorreu em 29 de abril de 2011 na famosa Abadia de Westminster da cidade de Londres, Philippa logo chamou a atenção da mídia e público em geral por sua exuberância. Vestida pela mesma estilista que desenhou o vestido de noiva de Catherine, Sarah Burton, o traje valorizava o bumbum de Philippa, que logo era assunto bastante comentado nas redes sociais e até ganhou página de admiração no Facebook. O nome da caçula Middleton foi um dos mais citados no Twitter no dia. A imprensa chegou a brincar, perguntando se William havia se casado com a irmã mais bonita.
Até mesmo uma relação com o príncipe Henry de Gales (irmão caçula do príncipe William de Gales) foi sugerida, o que aparentemente era muito improvável. Ela namorou por um ano e meio o jogador de críquete inglês profissional Alex Loudon (Alexander Guy Rushworth Loudon), o seu acompanhante na cerimônia.

## Educação

### Educação primária
Philippa foi educada inicialmente na co-educacional particular St. Andrew's School, localizada na região de Pangbourn no Berkshire.
Em seguida estudou em Downe House School, uma escola particular para garotas, localizada em Cold Ash, uma vila perto de Newbury, no condado de Berkshire no Sudeste da Inglaterra.
No final do seu ensino secundário, passou a estudar no prestigiado internato Marlborough College, uma instituição particular localizada em Wiltshire.

### Ensino superior
Graduou-se em Literatura Inglesa pela Universidade de Edimburgo, na Escócia. Durante os seus anos universitários, Philippa dividiu uma casa com Lord Edward Innes-Kerr, filho do Duque de Roxburghe, e com o conde George Dominic Percy, Conde Percy, herdeiro do 12º Duque de Northumberland.

## Carreira profissional

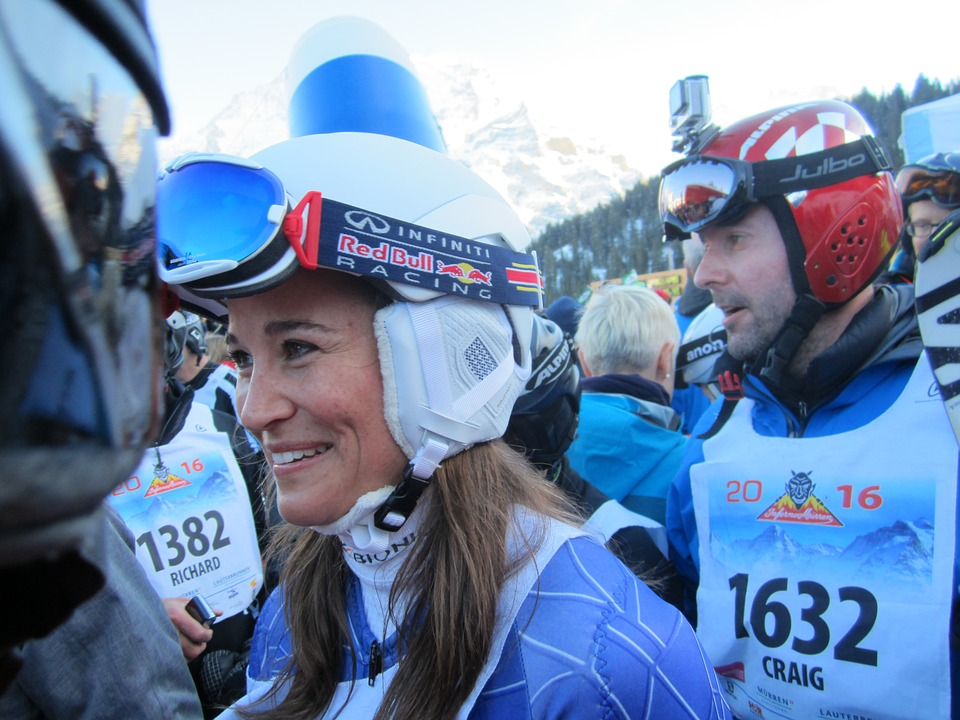
Middleton durante uma corrida de esqui downhill em Mürren, Suíça (2016)

Pippa tem mais experiência de trabalho que a irmã Catarina, Princesa de Gales
Logo após a sua graduação, em 2008, Pippa trabalhou brevemente em uma empresa de relações públicas de marcas de luxo e começou a trabalhar em uma empresa de eventos, Table Talk. Agora trabalha na empresa dos pais, a Party Pieces, que organiza festas e criou o site Party Times, para festas infantis.
Também em 2008, ela teve um emprego com gestão de eventos/marketing com a Table Talk, uma empresa de eventos com sede em Londres. Ela também escreve para o The Party Times, uma revista online que é uma ramificação da empresa de seus pais.
Os Middleton já declararam possuir planos ambiciosos para expandir a companhia e que a filha mais nova ocupa um lugar de especial neles. É também o nome mais apontado para servir como dama de companhia e assistente de sua irmã, a Catarina, Princesa de Gales que agora tem funções reais como membro da família real britânica.
Em outubro de 2012, Pippa Middleton lançou o seu primeiro livro intitulado Celebrate: A Year of Festivities for Families and Friends que traduzido livremente para português significa: Celebrar: Um ano de festas para famílias e amigos.
Em dezembro de 2012, Pippa Middleton começou a colaborar em artigos da revista The Spectator.
Desde fevereiro de 2013 escreve uma coluna sobre gastronomia para a revista Waitrose Kitchen. Também recentemente começou a colaborar com a revista Vanity Fair onde tem uma coluna intitulada Pippa Middleton's Inside Guide To Wimbledon.

## Pôlemica
Em setembro de 2016, o iPhone de Middleton foi hackeado. O tabloide inglês The Sun relatou que foi procurado por um hacker que alegou ter três mil imagens da conta iCloud pessoal de Pippa Middleton e exigiu 50 mil libras por elas. O hacker foi preso no mesmo mês.

## Cultura popular
Pippa Middleton foi interpretada pela atriz Mary Elise Hayden no filme para a televisão William & Kate, produzido pela Lifetime, lançado em 18 de abril de 2011.